# Ulster Bank
O Ulster Bank (irlandês: Banc Uladh) é um grande banco comercial e um dos tradicionais quatro grandes bancos irlandeses. O Ulster Bank Group é subdividido em duas entidades legais separadas, o Ulster Bank Limited (UBL - registrado na Irlanda do Norte) e o Ulster Bank Ireland DAC (UBIDAC - registrado na República da Irlanda). A sede do Grupo (e da UBIDAC) está localizada em George's Quay, Dublin, na República da Irlanda, enquanto a sede oficial da UBL fica em Donegall Square East, Belfast, na Irlanda do Norte, e mantém um grande setor financeiro. serviços no Reino Unido e na República da Irlanda.
Fundado em 1836, o Ulster Bank foi adquirido pelo Westminster Bank em 1917. Como subsidiária direta do National Westminster Bank (NatWest), tornou-se parte do The Royal Bank of Scotland Group em 2000. Possui 146 agências na República da Irlanda e 90 na Irlanda do Norte, com mais de 1 200 caixas eletrônicos não cobrados. O grupo tem mais de 3 000 funcionários e mais de 1,9 milhões de clientes.

## História

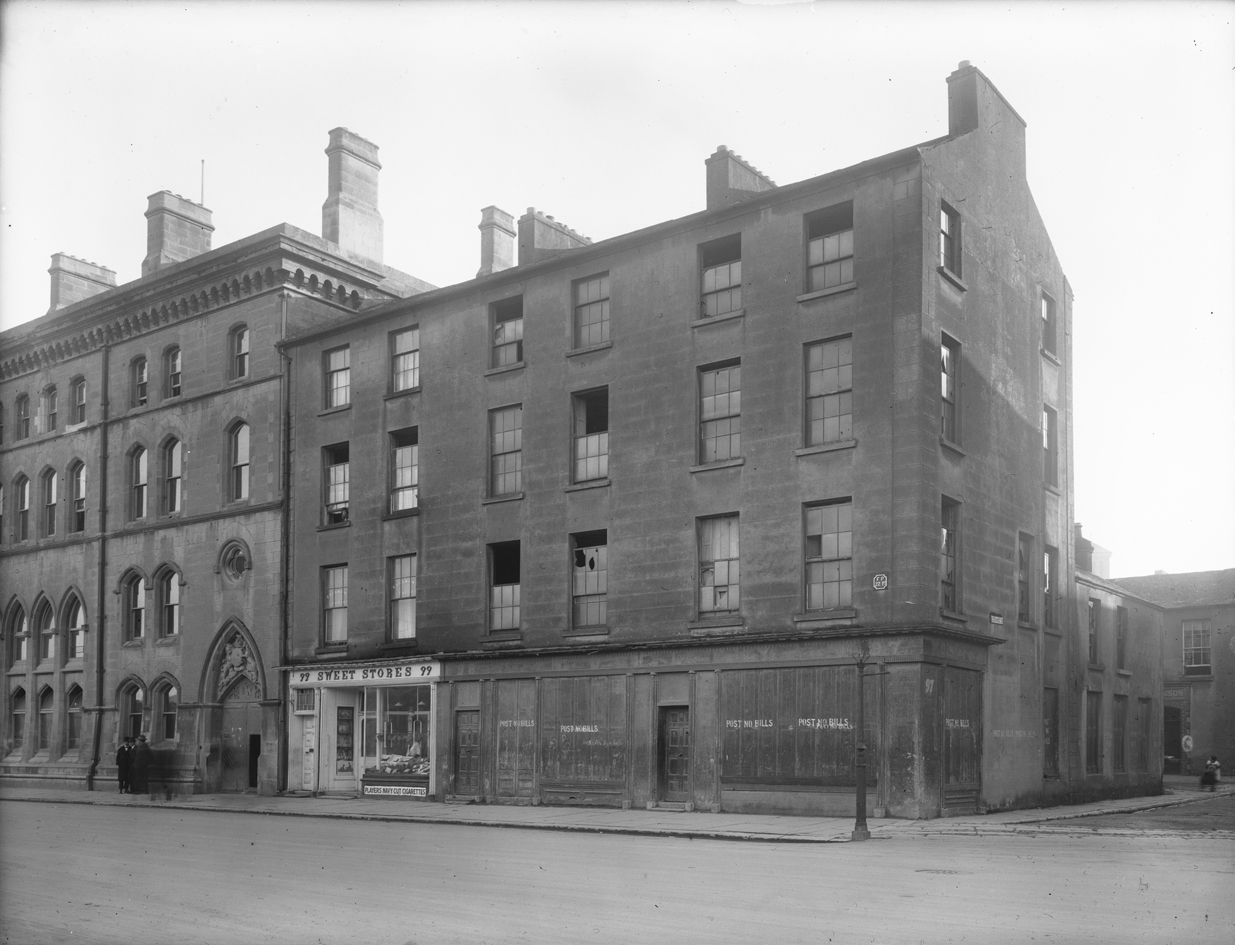
Instalações do Ulster Bank, The Quays, Waterford, Irlanda. 1928

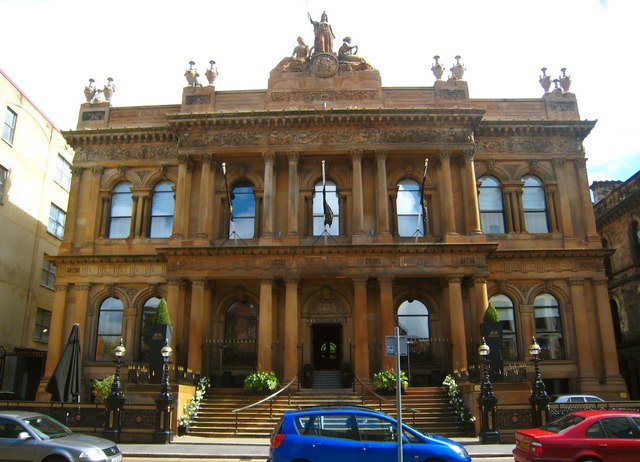
Antiga sede do Ulster Bank na Waring Street, em Belfast, hoje o Merchant Hotel (2010)

O Ulster Bank foi fundado como The Ulster Banking Company em Belfast em 1836. O banco foi formado por uma facção separatista de acionistas do recém-formado Banco Nacional da Irlanda, fundado em 1835, que se opôs ao plano desse último banco de investir lucros do banco em Londres e não em Belfast. Os diretores fundadores do banco eram John Heron, Robert Grimshaw, John Currell, uma arquibancada de linho de Ballymena, e James Steen, um curador de carne de porco de Belfast.

### Observe destruição
Em 2002, três funcionários do Ulster Bank foram presos sob acusação de roubo e lavagem de dinheiro. Os três foram responsáveis pela destruição de notas antigas no antigo caixa eletrônico do banco em Waring Street. Entre novembro de 2001 e fevereiro de 2002, eles foram acusados de roubar aproximadamente £ 900 000 de notas usadas designadas para descarte. O dinheiro foi então colocado em vários bancos e na construção de contas da sociedade. Em 23 de janeiro de 2004, os homens foram presos por dois anos e meio pelo roubo de £770 000. O Senhor Chefe de Justiça Sir Brian Kerr criticou as medidas de segurança do banco durante o julgamento.

### Primeiro ativo
Em 2003/2004, o Ulster Bank Group comprou a First Active, a mais antiga sociedade de construção da Irlanda, por € 887 milhões. Em 2009, a primeira rede de agências e negócios ativos de várias centenas de milhares de poupadores e tomadores de empréstimos foi incorporada ao Ulster Bank, e o nome da marca foi retirado em 2010.

### Falha no computador
Em junho de 2012, uma falha no sistema de computador impediu que os clientes acessassem contas. As estimativas iniciais de que o problema seria resolvido dentro de uma semana eram extremamente otimistas, com milhares de clientes ainda impossibilitados de acessar suas contas no final de julho de 2012, com problemas em andamento ainda não resolvidos até meados de agosto de 2012. Esse problema do RBS/NatWest/Ulster Bank provou ser uma das maiores falhas de TI que o mundo já conheceu. O Ulster Bank (a menor parte do grupo RBS) reservou inicialmente £28 milhões para compensação aos clientes.

### Futuro
Em março de 2014, foi relatado que o Grupo RBS estava considerando fundir o banco na República da Irlanda com alguns de seus rivais para reduzir sua participação. Os resultados anuais do RBS Group para 2013 revelaram que o Ulster Bank teve perdas operacionais de £1,5 bilhão e representou um quinto do total de cobranças duvidosas do grupo matriz. Em outubro de 2014, o RBS confirmou que manteria o Ulster Bank após melhores condições de mercado na Irlanda.

## Serviços

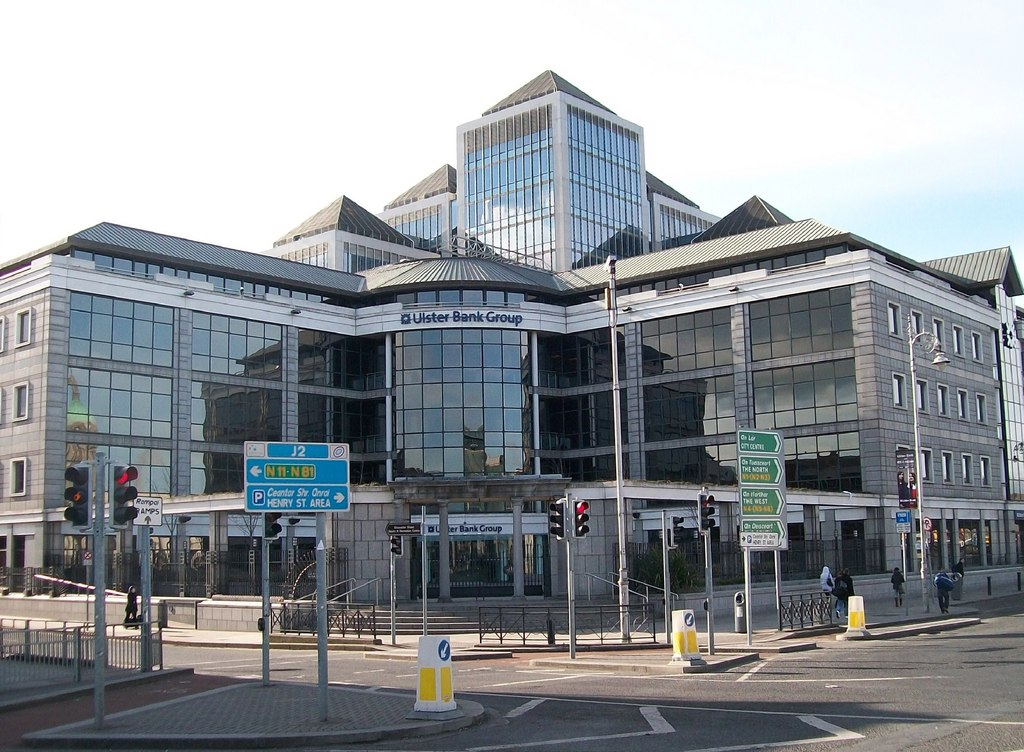
Sede do Ulster Bank em Dublin

O Ulster Bank fornece uma gama completa de serviços bancários e de seguros para clientes pessoais, comerciais e comerciais.
Na Irlanda do Norte, o banco é autorizado pela Autoridade de Regulação Prudencial e regulamentado pela Autoridade de Conduta Financeira e pela Autoridade de Regulação Prudencial. O Ulster Bank Limited é membro do Esquema de Compensação de Serviços Financeiros e UK Finance. Na República da Irlanda, o banco é regulado pelo Banco Central da Irlanda.
O banco fornece cartões de débito Visa aos clientes com suas contas correntes, tendo emitido anteriormente cartões de débito Maestro (anteriormente Switch) e Laser para clientes NI e ROI, respectivamente, além de outros serviços financeiros. Lançou 15 novos compromissos para seus clientes de varejo em setembro de 2010.
O Ulster Bank é usado pelo RBS para depositar fundos investidos através do popular Royal Deposit Plan; um dos atuais investimentos estruturados do RBS.

## Identidade corporativa
De 1968 a 2005, o logotipo do Ulster Bank foi de três divisas - idêntico ao do National Westminster Bank, seu proprietário. O banco mudou para o logotipo e tipo de letra do RBS "margarida" em outubro de 2005. O banco é um dos quatro bancos que emitem notas de libra esterlina na Irlanda do Norte.